# Варта (град)
Варта (пољ. Warta) град је у Пољској у Војводству лођском. По подацима из 2012. године број становника у месту је био 3354.
.

## Становништво
| 2012. |
| ----- |
| 3.354 |

## Партнерски градови
- Ленгерих